# 髙橋美鈴
髙橋 美鈴（たかはし みすず、1971年11月25日 - ）は、NHKのシニアアナウンサー。管理職。

## 人物
北海道室蘭栄高等学校、東京大学教育学部卒業後、1994年入局。2024年4月25日付でメディア総局アナウンス室長に就任。

## 現在の担当業務
- メディア総局アナウンス室長（第47代、2024年4月25日 - ）

## 過去の出演番組
札幌放送局時代（1度目）（1994年度 - 1999年度）
- 北海道のニュース・中継・リポート
- NHKネットワークニュース
- 情報プリズム北海道

東京アナウンス室時代（1度目）（2000年度 - 2012年度）
- 首都圏いきいきワイド（2000年4月 - 2002年3月）
- 首都圏ネットワーク（2000年8月8日 - 18日） - 桜井洋子の夏季休暇に伴う代理
- NHKニュースおはよう日本 （2002年4月 - 2006年3月）- 平日7 - 8時台メインキャスター
- NHKスペシャル ドキュメント北朝鮮 - ナレーション
  - 第1集 「個人崇拝への道」（2006年4月2日）
  - 第2集 「隠された"世襲"」（2006年4月3日）
  - 第3集 「核をめぐる戦慄（せんりつ）」（2006年4月4日）
- ハイビジョンスペシャル パプアニューギニア 新種発見の海に潜る (2006年、BShi） - 語り
- 双方向ライブ にっぽんのマジョリティー
- クイズモンスター（2007年4月 - 2008年3月）
- 日本の伝統芸能（2007年4月 - 2008年3月）
- N響アワー（司会、2006年4月 - 2008年3月）
- 美の壺 - ナレーション
- 芸能花舞台 - 司会
- 芸術劇場 古典芸能枠 - 司会
- 日本の伝統芸能 - 司会
- ETV特集「日本と朝鮮半島2千年」- ナレーション、不定期
- NHKとっておきサンデー（2011年4月 - 2012年8月） - 司会
- 新日本風土記（2011年4月　- 2013年3月） - ナレーション
- ETV特集（2012年4月 - 2013年3月） - ナレーション
- もういちど、日本 - ナレーション

札幌放送局時代（2度目）（2013年度 - 2016年度）
- NHKニュースおはよう北海道 （2013年4月 - 2017年3月）
- 地方発 ドキュメンタリー - ナレーション
  - 兄は スパイ じゃない! 北大生の妹73年の苦闘（2014年7月14日）
  - 生きた証を届ける! 北海道 遺品整理士の日々（2014年12月15日）
- 目撃!日本列島 ことばで人を癒す～涙と笑顔の診療室～（2014年11月8日）
- 戦後史証言PROJECT 日本人は何をめざしてきたのか 未来への選択  第1回 高齢化社会 医療はどう向き合ってきたのか（ナレーション、2015年7月4日）
- ふたりの贖罪（2016年8月15日） - ナレーション
- さわやか自然百景（2014年7月27日「雨竜沼湿原 初夏」 - 2017年3月） - ナレーション
- NHKニューイヤーオペラコンサート （2015年 - 2017年の1月3日、 石丸幹二と共に司会を担当）

東京アナウンス室時代（2度目）（2017年度 - 2019年5月）
- 究極ガイドTV 2時間でまわるモン・サン・ミシェル（2017年8月11日）- 語り
- NHKスペシャル - ナレーション
  - 「ビルマ 絶望の戦場」（2017年8月15日）
  - 「緊急報告 北海道激震」（2018年9月9日）
- ツタンカーメンの秘宝 - ナレーション
  - 第1集「黄金のファラオ」（2018年12月26日）
  - 第2集「ファラオの愛と死」（2019年5月4日）
  - 第3集「三千年の封印を解け」（2019年5月5日）
- 日曜美術館（2017年4月3日  - 2019年3月31日） - 司会
- NHKニューイヤーオペラコンサート（2018年 - 2020年の1月3日 司会 ※2018年は井上芳雄と、2019年、2020年は高橋克典と担当）

甲府放送局時代（2019年6月 - 2021年7月2日）
- 山梨県内のニュース
- 放送部副部長（アナウンス統括）
- Newsかいドキ（編集責任者）
- ニュース山梨845（不定期）
- 甲府局制作番組の編集責任者

東京アナウンス室時代（3度目）（2021年7月3日 - ）　
- BSプレミアムがお引っ越し!カウントダウンSP（2023年11月30日、BS1,BSプレミアム） - 司会[3]

## 同期のアナウンサー
久保純子、小田切千、三上弥、石井麻由子、坂梨哲士、品田絵美　ほか